# 贾占波
贾占波（1974年3月15日—），河南信阳人，中国男子射击运动员，中国国家射击队运动员、2004年雅典奥运会金牌得主。

## 生平
賈占波於1988年方開始在家鄉接受正式的射擊訓練，兩年後成為河南省射擊隊的成員之一。其後，賈占波久等7年也未能晉升國家隊，後來又退回省隊。其後的1998年再次晉升國家隊，再退回省隊。2003年，賈占波第三次晉升國家隊。在加入國家隊的首年，賈占波獲得了八運會的男子步槍60發臥射項目中的金牌。
2004年，賈占波在亞洲射擊錦標賽中的步槍60發臥射賽團體項目及個人項目的冠軍和亞軍。2004年雅典奥运会上，贾占波在射击比赛50米三姿步枪项目中，美国对手马修·埃蒙斯严重失误脱靶打中他人靶上，而幸运夺得该项目金牌。这块金牌也是中国射击队在雅典奥运会中的第4面金牌，突破了中国在此次项目中的最好成绩。
2005年，賈占波在十運會中发挥不佳，露出颓迹。但後來的東亞運贏取兩金。2007年4月，他於美國站世界杯取得男子50米步槍小項的亞軍。
2008年，賈占波參加2008年北京奥运会的男子射击的50米步枪卧射、50米步枪三姿比赛，在資格賽分別只獲得第27名（步枪卧射）、第24名（步枪三姿），未能晋级决赛。
十一運會後，賈占波由於身體及狀態原因逐漸淡出國際射擊賽場，但仍堅持參加國際射擊大賽的國內選拔賽。

## 成绩
主要成绩：
- 1997年第八届全国运动会 60发卧射冠军
- 2004年亚锦赛步枪60发卧射团体冠军、个人亚军
- 2004年雅典奥运会50步枪三姿冠军
- 2004年亚洲射击锦标赛男子步枪60发卧射团体冠军、个人亚军
- 2005年东亚运动会冠军
- 2007年射击亚锦赛50米步枪三姿冠军。
- 2008年射击世界杯米兰站50米步枪三姿第三名，慕尼黑站50米气步枪三姿冠军

奥运会成绩：
| 奥运会       | 2004年             | 2008年        |
| ------------ | ------------------ | ------------- |
| 50米步枪三姿 | 冠军 · 1171+93.5环 | 第24名 1163环 |
| 50米步枪卧射 | 第8名 595+101.6环  | 第27名 591环  |